# Cuncumén
Cuncumén, 'murmelend water’ in het Mapuche, is een Chileense folkloristische muziekgroep, gevormd in 1955 door een groep studenten van de Universiteit van Chili. Ze haalden hun inspiratie van het Chileense platteland.
Tussen 1955 en 1973 werden negen LP’s onder de naam "De folklore van Chili" opgenomen. De militaire staatsgreep van Pinochet voorkwam de tiende LP. 

## Leden
Bekende leden waren Rolando Alarcón, de eerste directeur en Víctor Jara, vermoord in 1973 door de militairen van Pinochet. 
Leden tot 1970 waren:
- Helia Fuentes (1957-61)
- Silvia Urbina (1957-61)
- Nelly Bustamante (1957-58)
- Alejandro Reyes (1957-58)
- Juan Collao (1957-1961)
- Jaime Rojas (1957-70)
- Rolando Alarcón (1957-62)
- Víctor Jara (1958, 1961-62)
- Adriana Ordenes (1958)
- Gabriela Yáñez (1960-62)
- Clemente Izurieta (1960-62)
- Nancy Báez (1961-62, 1969-70)
- Mariela Ferreira (1961-70)
- Lucila Tapia (1962)
- Lidia Durán (1964-67)
- Ana María Báez (1964-67)
- María Espinoza (1964)
- Arturo Urbina (1964-70)
- Mario Sánchez (1964-70)
- Recaredo Rodríguez (1964-70)
- Eugenia Contreras (1967)
- Adrián Miranda (1967)
- Olga Abarca (1969-70)
- Gloria Cancino (1969-70)